# Vojna komanda
Vojna komanda (engl. Command and control, C2) je „set organizacionih i tehničkih atributa i procesa ... [koji] zapošljava ljudske, fizičke i informacione resurse za rešavanje problema i ostvarivanje misija” radi postizanja ciljeva organizacije ili preduzeća, prema definiciji vojnih naučnika Mariusa Vasiliou, Dejvid S. Alberts i Džonatan R. Agra iz 2015. godine. Termin se često odnosi na vojni sistem.
Verzije Terenskog priručnika 3-0 za vojsku Sjedinjenih Američkih Država, koje se cirkulisane oko 1999. godine, definišu C2 u vojnoj organizaciji kao vršenje vlasti i vođenja od strane pravilno imenovanog komandnog oficira nad dodeljenim i pridruženim snagama u izvršenju misije.
Definicija NATO-a iz 1988. godine glasi da je komandovanje i upravljanje izvršavanje ovlašćenja i usmeravanja od strane propisno imenovane osobe nad dodeljenim resursima u postizanju zajedničkog cilja. Definicija Australijskih odbrambenih snaga, slično definiciji NATO-a, naglašava da je C2 sistem koji ovlašćenom osoblju daje ovlašćenja da vrše zakonsku vlast i upravljanje nad dodeljenim snagama za izvršavanje misija i zadataka. (Australijska doktrina dalje kaže: Upotreba dogovorene terminologije i definicija je od suštinskog značaja za bilo koji C2 sistem i razvoj zajedničke doktrine i postupaka. Definicije u sledećim paragrafima imaju izvesnu međunarodnu saglasnost, mada svaki potencijalni saveznik ne koristiti pojmove sa potpuno istim značenjem.)

## Pregled

### Perspektiva SAD
Rečnik vojnih i srodnih izraza Ministarstva odbrane SAD definiše komandu i kontrolu kao: „Vršenje ovlašćenja i upravljanja od strane propisno imenovanog komandanta nad dodeljenim i pridruženim snagama u izvršenju misije. Takođe se naziva C2. Izvor: JP 1”.
Izdanje Rečnika „kako je izmenjeno i dopunjeno do aprila 2010. godine” objašnjava: „Funkcije komandovanja i upravljanja izvršavaju se rasporedom osoblja, opreme, komunikacija, objekata i procedura koje zapovednik koristi u planiranju, usmeravanju, koordinaciji i kontroli snaga i operacija u izvršenju misije.” Međutim, ova rečenica nedostaje u tekstu „komandovanje i upravljanje” za izdanje „od 15. avgusta 2014.”

### Industrija računarske bezbednosti
Ovaj termin je takođe uobičajen u industriji računarske bezbednosti i u kontekstu sajber ratovanja. Ovde se izraz odnosi na uticaj koji napadač ima na kompromitovani računarski sistem koji kontroliše. Na primer, valjana upotreba izraza je da se kaže da napadači koriste „komandnu i kontrolnu infrastrukturu” da bi izdali „komandna i kontrolna uputstva” svojim žrtvama. Napredna analiza metodologija komandovanja i upravljanja može se koristiti za identifikovanje napadača, asodiranje napada i ometanje tekućih zlonamernih aktivnosti.

## Izvedeni pojmovi
Postoji mnoštvo derivatnih termina koji ističu različite aspekte, upotrebe i potdomene C2. Ovi izrazi dolaze sa mnoštvom povezanih skraćenica - na primer, pored C2, komanda i upravljanje se takođe često skraćuju kao C2, a ponekad i kao C&C.
Komanda i kontrola su povezani sa
- Komunikacija / Komunikacije
- (Vojna) obaveštajna služba
- Informacije / Informacioni sistemi
- Računari / računarstvo[12]
- Nadzor
- Sticanje ciljeva
- Izviđanje
- Interoperabilnost
- Saradnja
- Elektronski rat

i drugi.
Neke od najčešćih varijacija uključuju:
- – Komanda, kontrola i obaveštajne aktivnosti
- – Komanda, kontrola & informacija (manje uobičajena upotreba)[13]
- - Brza napredna proizvodnja, komanda, kontrola i obaveštajne aktivnosti [razvio SICDRONE]
- – Komanda i kontrola informacionih sistema
- –  plus nadzor i izviđanje
- –  plus ISTAR (engl. Intelligence, Surveillance, Target Acquisition, and Reconnaissance)
- – Komanda, kontrola & komunikacije (fokus na ljudskim aktivnostima)
- – Komanda, kontrola & komunikacije (tehnološki fokus)
- – Konsultacije, komandovanje i kontrola [NATO]
- – 4 mogućnosti; najčešća je: komanda, kontrola, komunikacije i obaveštajne aktivnosti
- –  plus
- –  plus komunikacije plus elektronsko ratovanje (tehnološki fokus)
- -  plus situaciona svesnost
- – plus računari (tehnološki fokus) ili računarstvo (fokus na ljudskim aktivnostima)[14][15]
- – Komanda, kontrola, komunikacije, računari, obaveštajne aktivnosti, i interoperabilnost
- – Komanda, kontrola, komunikacije, kompjuteri, kolaboracija i obaveštajne aktivnosti
- – Komanda, kontrola, komunikacije, kompjuteri, sajber-odbrana i borbeni sistemi i obaveštajne aktivnosti, nadzor i izviđanje[16]
- - Multi-domainska komanda i kontrola
- − Nuklearna komanda i kontrola
- − Nuklearna komanda i kontrola i komunikacije

i drugo.

## Komandni i kontrolni centri
- Sovjetski brod ratne mornarice na nuklearni pogon za komandu i kontrolu SSV-33 Ural 1988. godine.
- Kontrolna prostorija Zajedničkog operativnog centra na komandnom brodu USS Maunt Vitni 2005. godine.

Komandni i kontrolni centar je obično obezbeđena prostorija ili zgrada u vladinom, vojnom ili zatvorskom objektu koja funkcioniše kao dispečerski centar agencije, nadzorni posmatrački centar, koordinacioni ured i centar za nadzor alarma, sve u jednom. Komandnim i kontrolnim centrima upravlja vladina ili opštinska agencija.
Razni ogranci američke vojske, poput američke obalske straže i mornarice, imaju komandne i kontrolne centre. Oni su takođe česti u mnogim velikim popravnim ustanovama.
Komandni i kontrolni centar koji koristi vojna jedinica na razmeštenoj lokaciji obično se naziva „komandno mesto”. Ratni brod ima borbeni informativni centar za taktičku kontrolu resursa broda, ali za zapovedanje flotom ili zajedničkom operacijom potreban je dodatni prostor za zapovednike i osoblje, kao i C4I objekti koji se pružaju na admiralskom brodu (npr. nosačima aviona), ponekad i komandni brod ili nadograđeno logistiki brod kao što je USS Koronado.

## Literatura
- Овај чланак садржи материјал у јавном власништву из документа General Services Administration („Federal Standard 1037C”).
- „Thingbots: The Future of Botnets in the Internet of Things”. Security Intelligence. 20. 2. 2016. Приступљено 28. 7. 2017.
- „botnet”. Приступљено 9. 6. 2016.
- Ramneek, Puri (2003-08-08). „Bots &; Botnet: An Overview” (PDF). SANS Institute. Приступљено 12. 11. 2013.
- Putman, C. G. J.; Abhishta; Nieuwenhuis, L. J. M. (март 2018). „Business Model of a Botnet”. 2018 26th Euromicro International Conference on Parallel, Distributed and Network-based Processing (PDP): 441—445. Bibcode:2018arXiv180410848P. ISBN 978-1-5386-4975-6. arXiv:1804.10848 . doi:10.1109/PDP2018.2018.00077.
- Schiller, Craig A.; Binkley, Jim; Harley, David; Evron, Gadi; Bradley, Tony; Willems, Carsten; Cross, Michael (2007-01-01). Botnets. Burlington: Syngress. стр. 29–75. ISBN 9781597491358. doi:10.1016/B978-159749135-8/50004-4.
- Heron, Simon (2007-04-01). „Botnet command and control techniques”. Network Security. 2007 (4): 13—16. doi:10.1016/S1353-4858(07)70045-4.
- Wang, Ping;  . (2010). „Peer-to-peer botnets”.  Ур.: Stamp, Mark; Stavroulakis, Peter. Handbook of Information and Communication Security. Springer. ISBN 9783642041174.

## Spoljašnje veze
- Command and control definitions and procedures Архивирано на веб-сајту  (10. децембар 2019), UK College of Policing, www.app.college.police.uk
- The Command and Control Research Program (CCRP)
- "Understanding Command and Control" by D. S. Alberts and R. E. Hayes (2006)